# Chiedza Mhende
Charlene Chiedza (née Charlene Chiedza Kudzai Mhende le 19 octobre 1991) est une actrice et réalisatrice zimbabwéenne,,. Elle est surtout connue pour son interprétation masculine de Wandile Radebe dans la soap opera sud-africain Générations: L'Héritage et Générations,,.

## Biographie
Grandissant au Zimbabwe elle déménage au Cap en 2006 pour étudier le cinéma a l'African Film And Drama Arts (AFDA). Depuis elle commence à jouer au théâtre avec le rôle de Lady Capulet dans la production Roméo et Juliette. Sa performance lui vaut d’être sélectionnée pour de nombreuses pièces de théâtre telles que The Quiet Violence of Dreams de K. Sello Duiker, En attendant les barbares de JM Coetzee, Le Songe d'une nuit d'été, La Mégère apprivoisée, La Comédie des erreurs et Richard III. Elle fait une apparition dans Générations: L'Héritage où elle joue un rôle masculin.
En 2008, elle remporte le prix de la meilleure actrice aux prix AFDA.
En 2015, elle rejoint le feuilleton sud-africain Générations où elle interprète le rôle de Wandile Radebe, un rôle masculin. L'émission est devenue un succès et s'est poursuivie sur quatre saisons comprenant mille épisodes.

## Filmographie
Sauf indication contraire, les informations mentionnées dans cette section peuvent être confirmées par les bases de données cinématographiques IMDb et Allociné,  présentes dans la section « Liens externes ».

### Courts métrages
- 2010 : The Tunnel (court métrage) : Monica
- 2014 : Scribblings (court métrage) : Viva
- 2015 : Lazy Susan (court métrage) : Suzan

### Long métrage
- 2014 : Love the One You Love : Sandile

### Documentaires
- 2014 : Bridging Waters (documentaire) : la narratrice
- 2015 : Siyaya : devenez sauvage avec nous (documentaire) : la narratrice

### Séries télévisées
- 2014 : Homeland (série télévisée) : Aide
- 2015 : Générations : Wandile "Wandi" Radebe
- 2015 : Jamillah et Aladdin (série télévisée) : physicienne
- 2016 : Detour (série télévisée) : réceptionniste d'hôpital
- 2020 : Queen Sono (série télévisée) : Miri Dube